# Auswil
Auswil là một đô thị ở huyện Aarwangen ở bang Bern ở Thụy Sĩ. Đô thị này có diện tích 4,62 km², dân số năm 2020 là 448 người.